# Ethel Griffies
Ethel Griffies (ur. 26 kwietnia 1878 w Sheffield, zm. 9 września 1975 w Londynie) − brytyjska aktorka filmowa i teatralna.

## Filmografia
- 1933: Alicja w Krainie Czarów
- 1934: Dom Rotszyldów
- 1934: Malowana zasłona
- 1938: Kochaj mnie dziś
- 1963: Billy kłamca